# Double Nickels on the Dime
Double Nickels on the Dime é o terceiro álbum de estúdio do Minutemen, uma banda estadunidense de punk rock. O álbum foi lançado pela SST Records em julho de 1984. Este álbum, além de ter quarenta e seis músicas, combina elementos do punk rock, country, spoken word, jazz e do rock; além de fazer referência a uma variedade de temas, desde a Guerra do Vietnã ao Racismo na América.
Originalmente, o Minutemen havia gravado um álbum com o produtor Ethan James, em novembro de 1983, mas após ouvirem o álbum "Zen Arcade" (do Hüsker Dü), eles acabram optando por escrever e gravar mais material em abril de 1984. Após graver o novo material, cada membro da banda selecionou quarto músicas para os diferentes lados do álbum. Diversas músicas deste álbum foram terceirizadas ou inspiradas em contemporaneous, como Henry Rollins (do Black Flag) e Jack Brewer (do Saccharine Trust).
| Críticas profissionais                                                      | Críticas profissionais |
| Avaliações da crítica                                                       | Avaliações da crítica  |
| Fonte                                                                       | Avaliação              |
| --------------------------------------------------------------------------- | ---------------------- |
| allmusic                                                                    | [ 1 ]                  |
| Rolling Stone                                                               | [ 2 ]                  |
| PunkNew.org                                                                 | [ 3 ]                  |
| Esta tabela precisa de ser acompanhada por texto em prosa. Consulte o guia. |                        |

O "Double Nickels on the Dime" não é visto apenas como o melhor álbum do Minutemen, mas, segundo o crítico Mark Deming, é visto também como "um dos melhores álbuns de Rock dos anos 80." O álbum aparece em diversos listas profissionais dos melhores álbuns de rock de todos os tempos, incluindo na lista dos “500 Melhores álbuns de Todos os Tempos” da revista Rolling Stones.

## Antecedentes
O Minutemen foi formado pelo guitarrista D. Boon e pelo baixista Mike Watt, ambos de San Pedro, Califórnia, em 1980. Em 1979, após o The Reactionaries, a antiga banda deles, chegar ao fim, ambos continuaram a escrever novo material e, acompanhados pelo baterista Frank Tonche, formaram o Minutemen. Foi nesta época que o Minutemen assinou contrato com a SST Records, uma pequena gravadora local. Pouco tempo depois, George Hurley, o antigo baterista do The Reactionaries, substituiu Frank Tonche na bateria.
O Minutemen era bastante conhecido na cena punk da Califórnia devido à filosofia de "jamming econo", um senso de economia refletida em suas turnês e apresentações. Mais tarde, enquanto faziam turnê ao lado de bandas como Black Flag e Hüsker Dü, o Minutemen lançou diversos álbuns pela SST Records e também pela New Alliance Records.
Em janeiro de 1983, Ethan James – um produtor musical e ex-tecladista do Blue Cheer – convidou a banda para contribuir com a Radio Tokyo Tapes, uma coletânea. A banda convidou e contribuiu com três músicas, gravadas com a ajuda do próprio Ethan James (que arcou com todas as despesas da gravação). Essas três músicas, e mais cinco gravadas ao vivo em maio de 1983 (por apenas $50 dólares), foram incluídas no EP "Buzz or Howl Under the Influence of Heat", de 1983.
Antes desta gravação, a banda havia trabalhado apenas com Spot, o engenheiro da gravadora SST Records. Entretanto, para a realização do próximo álbum da banda, eles entrariam novamente em contato com Ethan James. Mike Watt comentou: "Ethan, apesar de não nos conhecer direito, acertou em cheio."
Em novembro, logo após a turnê que o Minutemen fez pela Europa em meados de 1983, eles entraram novamente no "Radio Tokyo Studios" para a gravação do próximo álbum.

## Gravação e Produção
Originalmente, em novembro de 1983, o Minutemen havia gravado um álbum com o produtor Ethan James, porém após ouvirem o álbum "Zen Arcade" do Hüsker Dü, gravado no mês anterior, eles optaram por escrever e gravar mais músicas para o material. Mais tarde, Mike Watt comentou: "Isso não era realmente uma competição. Quando eu escrevi 'Take That Hüskers!' [na nota do álbum] isso era um reconhecimento de que eram eles quem havia nos dado a ideia de produzir um álbum duplo.
Em abril de 1984, a banda escreveu quase duas dezenas a mais de músicas para uma segunda sessão com o produtor Ethan James. O álbum "Double Nickels on the Dime" foi mixado por Ethan James em apenas uma noite e custou $1,100 para ser gravado. Diversas músicas neste álbum foram gravadas em outro lugar. A faixa "Don’t Look Now", um cover de Creedence Clearwater Revival, foi substituída por uma versão ao vivo, e de acordo com Mike Watt, "Love Dance" foi escrita na Dischord Records (a gravadora de Ian MacKaye).
Em consequência, a banda decidiu que cada membro da banda deveria ser distribuído em um lado da gravação (uma ideia inspirada no álbum "Ummagumma" do Pink Floyd). Após cada membro da banda ganhar um lado no álbum duplo, o quarto lado (que havia sobrado) foi batizado de "Lado Chaff", assumindo que as músicas presentes nesse lado eram sobras de estúdio

## Música
"Double Nickels on the Dime" traz uma grande variedade de estilos musicais. Enquanto músicas como "Do You Want New Wave Or Do You Want The Truth?" e "Take 5, D." Eram uma combinação de spoken word e jazz, músicas como "One Reporter's Opinion" e "This Ain't No Picnic" eram mais inspiradas no punk rock.
Seguindo a mesma receita do álbum anterior, o Minutemen resolveu deixar de lado as estruturas convencionais de música para terem liberdade de experimentar novos ritmos, texturas e dinamismo.
A grande maioria das músicas tem curta duração, apenas a faixa "Mr. Robot's Holy Orders" que excede os três minutos.

### Conteúdo
O estilo de escrita de D. Boon entra em contraste com o estilo de escrita de Mike Watt, e isso faz com que o álbum fique ainda mais diversificado. Enquanto D. Boon se preocupava em escrever os hinos da banda, explorando questões sociais profundamente. "This Ain't No Picnic" é um grande exemplo disso, pois, com muito humor e sarcasmo, ele fala sobre o racismo e a luta da classe trabalhadora. Ele escreveu essa música pelo simples fato de o seu supervisor no trabalho não deixá-lo escutar jazz e soul, alegando que isto era "merda de negro".
Por outro lado, Mike Watt abordava temas complexos e abstratos, tais como "The Glory of Man" e "My Heart and the Real World". Influenciado pela novela Ulisses, do autor James Joyce, Mike Watt era adepto da técnica literária de Fluxo de consciência. As letras de Mike Watt, por sua vez, eram mais complexas e filosóficas. Em "Take 5, D.", o guitarrista D. Boon achou que a letra era muito "espaçosa". Mike Watt assentiu e reescreveu a música, adicionando: "Nada vai ser mais real."
"Double Nickels on the Dime" contém diversas piadas que não foram compreendidas pelo público. Mais tarde, Mike Watt tratou de explicar: "Ninguém sabia o que é que nós estávamos falando. E quando nós explicávamos para as pessoas, elas diziam 'Eu não entendi, o que há de tão engraçado nisso?' E nós não podíamos dizer a eles, pois tratava-se de todo o nosso ângulo do Rock and Roll, era a nossa visão de mundo da cena musical".

## Capa
O álbum recebeu o nome de "Double Nickels on the Dime" como uma reação à música "I Can’t Drive 55", de Sammy Hagar. Tratava-se de um protesto contra o limite de velocidade de 55 quilômetros por hora imposto nas auto-estradas dos Estados Unidos. O Minutemen, por outro lado, achava que dirigir rápido "não era muito desafiador". Mike Watt comentou que "a grande coisa de rebelião era escrever a sua própria música e tentar aparecer com a sua própria história, sua própria imagem, seu próprio livro, essas coisas. Então ele não pode dirigir a 55 quilômetros por hora, pois este é o limite de velocidade? Certo, nós vamos dirigir nesta velocidade, mas faremos músicas loucas a respeito disso.
A banda ilustrou o tema na capa do álbum, que mostra Mike Watt dirigindo o seu próprio carro, um Volkswagen Fusca. Na foto, pode-se observar que ele está dirigindo a exatamente 55 quilômetros por hora (ou seja, "double nickels", nas gírias de caminhoneiro) e com precisão (que significa "on the dime"). Como disse Mike Watt: "O título significa 55 quilômetros por hora no botão, como se nós fossemos um cara conservativo." Dirk Vandenberg, o cara que ajudava a banda, tirou a foto, sentado no banco de trás do carro, enquanto Mike Watt dirigia pelas ruas de San Pedro, a cidade natal dos integrantes da banda. Eles tiveram que fazer três voltas por toda a rodovia e mais dois dias de fotografia, até todos ficarem satisfeitos com a capa. Mais tarde, o amigo Dirk Vandenberg comentou sobre a foto: "Ali havia três elementos que Mike Watt queria na foto: um brilho natural em seus olhos, que pode ser visto no espelho retrovisor do carro. O velocímetro mostrando exatamente 55 quilômetros por hora. E, é claro, a placa na rua com o nome de San Pedro, nos guiando para casa".
Entretanto, quando a capa foi apresentada à SST Records, alguém cortou demais a foto, escondendo metade da palavra 'Pedro'

## Lançamento
Em julho de 1984, a SST Records lançou o álbum "Double Nickels on the Dime" em vinil duplo. Propositalmente, a SST atrasou o lançamento do álbum Zen Arcade, desta forma ambos foram lançados simultaneamente. Após o lançamento, o Minutemen fez questão de entrar em turnê para promover o álbum.
Em 1984, 15 mil cópias deste álbum foram vendidas, um número significantemente grande para uma pequena gravadora independente. A partir de 2008, o "Double Nickels on the Dime" tornou-se o álbum mais vendido do Minutemen.
Nenhum single foi lançado para promover este álbum, e sim dois vídeos. O vídeoclipe de "This Ain't No Picnic" e "Ain't Talkin' 'Bout Love" (um cover do Van Halen), foram lançados como brinde. O videoclipe de "This Ain't No Picnic" (que custou $440 dólares para ser produzido), foi feito por Anthony Johnson, um aluno da Universidade da Califórnia. Foi o primeiro vídeoclipe do Minutemen, que, acima de tudo, passou a concorrer a um "MTV award".
Em agosto de 1987, Mike Watt e o produtor musical Vitus Matare, remasterizaram todo o "Double Nickels on the Dime" e o lançaram em CD. Mais tarde, Mike Watt comentou que a remixagem do álbum foi um "pesadelo" e "totalmente pior do que a mixagem de Ethan James."

## Elogios
As informações foram retiradas do site.
| Publicação      | País | Elogio                                    | Ano  | Posição |
| --------------- | ---- | ----------------------------------------- | ---- | ------- |
| Blender         | EUA  | Os 100 Melhores Álbuns de Todos os Tempos | 2002 | 83º     |
| Pitchfork Media | EUA  | Top 100 Álbuns dos anos 80                | 2006 | 17º     |
| Rolling Stone   | EUA  | Os 500 Melhores Álbuns de Todos os Tempos | 2004 | 411º    |
| Rolling Stone   | EUA  | Os 200 Álbuns Essenciais de Rock          |      | *       |

* denota uma lista não ordenada.

## Faixas

### Original
| Lado D. 1. "Anxious Mo-Fo" (D. Boon, Mike Watt) – 1:19 2. "Theatre Is the Life of You" (Boon, Watt) – 1:30 3. "Viet Nam" (Boon) – 1:27 4. "Cohesion" (Boon) – 1:55 5. "It's Expected I'm Gone" (Watt) – 2:04 6. "#1 Hit Song" (Boon, George Hurley) – 1:47 7. "Two Beads at the End" (Boon, Hurley) – 1:52 8. "Do You Want New Wave or Do You Want the Truth?" (Watt) – 1:49 9. "Don't Look Now" (John Fogerty) – 1:46 10. "Shit from an Old Notebook" (Boon, Watt) – 1:35 11. "Nature Without Man" (Chuck Dukowski, Boon) – 1:45 12. "One Reporter's Opinion" (Watt) – 1:50 Lado Mike 1. "Political Song for Michael Jackson to Sing" (Watt) – 1:33 2. "Maybe Partying Will Help" (Boon, Watt) – 1:56 3. "Toadies" (Watt) – 1:38 4. "Retreat" (Watt) – 2:01 5. "The Big Foist" (Watt) – 1:29 6. "God Bows to Math" (Jack Brewer, Watt) – 1:15 7. "Corona" (Boon) – 2:24 8. "The Glory of Man" (Watt) – 2:55 9. "Take 5, D." (Watt, Joe Baiza, John Rocknowski, Dirk Vandenberg) – 1:40 10. "My Heart and the Real World" (Watt) – 1:05 11. "History Lesson - Part II" (Watt) – 2:10 | Lado George 1. "You Need the Glory" (Hurley) – 2:01 2. "The Roar of the Masses Could Be Farts" (Vandenberg, Watt) – 1:20 3. "Mr. Robot's Holy Orders" (Hurley) – 3:05 4. "West Germany" (Boon)– 1:48 5. "The Politics of Time" (Watt) – 1:10 6. "Themselves" (Boon) – 1:17 7. "Please Don't Be Gentle with Me" (Jack Brewer, Mike Watt) – 0:46 8. "Nothing Indeed" (Hurley, Watt) – 1:21 9. "No Exchange" (Hurley, Watt) – 1:50 10. "There Ain't Shit on T.V. Tonight" (Hurley, Watt) – 1:34 11. "This Ain't No Picnic" (Boon) – 1:56 12. "Spillage" (Watt) – 1:51 Lado Chaff 1. "Untitled Song for Latin America" (Boon) – 2:03 2. "Jesus and Tequila" (Boon, Joe Carducci) – 2:52 3. "June 16th" (Watt) – 1:48 4. "Storm in My House" (Boon, Henry Rollins) – 1:57 5. "Martin's Story" (Martin Tambourovich, Watt) – 0:51 6. "Ain't Talkin' 'bout Love" (Eddie Van Halen, Alex Van Halen, David Lee Roth, Michael Anthony) – 0:40 7. "Dr. Wu" (Walter Becker, Donald Fagen) – 1:44 8. "Little Man with a Gun in His Hand" (Chuck Dukowski) – 2:53 9. "The World According to Nouns" (Watt) – 2:05 10. "Love Dance" (Boon) – 2:00 |

### CD de 1987
| 1. "D.'s Car Jam" 2. "Anxious Mo-Fo" 3. "Theatre Is the Life of You" 4. "Viet Nam" 5. "Cohesion" 6. "It's Expected I'm Gone" 7. "#1 Hit Song" 8. "Two Beads at the End" 9. "Do You Want New Wave or Do You Want the Truth?" 10. "Shit from an Old Notebook" 11. "Nature Without Man" 12. "One Reporter's Opinion" 13. "Mike's Car Jam" 14. "Political Song for Michael Jackson to Sing" 15. "Maybe Partying Will Help" 16. "Toadies" 17. "Retreat" 18. "The Big Foist" 19. "God Bows to Math" 20. "Corona" 21. "The Glory of Man" 22. "Take 5, D." | 1. "My Heart and the Real World" 2. "History Lesson — Part II" 3. "George's Car Jam" 4. "You Need the Glory" 5. "The Roar of the Masses Could Be Farts" 6. "West Germany" 7. "The Politics of Time" 8. "Themselves" 9. "Please Don't Be Gentle With Me" 10. "Nothing Indeed" 11. "No Exchange" 12. "There Ain't Shit on T.V. Tonight" 13. "This Ain't No Picnic" 14. "Spillage" 15. "Three Car Jam" 16. "Untitled Song for Latin America" 17. "Jesus and Tequila" 18. "June 16th" 19. "Storm in My House" 20. "Martin's Story" 21. "The World According to Nouns" 22. "Love Dance" |

## Créditos

### Banda
- D. Boon –  Vocal, guitarra
- Mike Watt –  Baixo, vocal em "Take 5, D.", "Dr. Wu" e "The Politics of Time")
- George Hurley – Bateria, vocal

### Outros Músicos
- Joe Baiza –  Guitarra em "Take 5, D."
- John Rocknowski –  Guitarra em "Take 5, D."
- Dirk Vandenberg –  Guitarra em "Take 5, D."

### Pessoal
- Ethan James –  Produtor musical e engenheiro
- Dirk Vandenberg –  Foto da capa